# Dolina Pisy
Dolina Pisy este o arie protejată (sit de importanță comunitară — SCI) din Polonia întinsă pe o suprafață de 3.223,21 ha, integral pe uscat.

## Localizare
Centrul sitului Dolina Pisy este situat la coordonatele 53°20′59″N 21°47′19″E / 53.3497°N 21.7887°E.

## Înființare
Situl Dolina Pisy a fost declarat sit de importanță comunitară în octombrie 2009 pentru a proteja 1 specie de plante și 12 specii de animale.

## Biodiversitate
Situată în ecoregiunea continentală, aria protejată conține 11 habitate naturale: Vegetație psamofilă uscată cu pășuni deschise de Corynephorus și Agrostis, Lacuri eutrofice naturale cu vegetație de tip Magnopotamion sau Hydrocharition, Cursuri de apă de la nivel de câmpie la nivel montan, cu vegetație Ranunculion fluitantis și Callitricho-Batrachion, Râuri cu maluri nămoloase cu vegetație de Chenopodion rubri p.p. și Bidention p.p., Pajiști calcaroase din nisipuri xerice, Formațiuni ierboase bogate în specii de Nardus, dezvoltate pe substraturi silicioase în zone montane (și în zone submontane, în Europa continentală), Pajiști cu Molinia pe soluri calcaroase, turboase sau argilos-nămoloase (Molinion caeruleae), Liziere de ierburi înalte hidrofile de câmpie și de nivel montan până la alpin, Pajiști aluvionare inundabile, de Cnidion dubii, Fânețe de joasă altitudine (Alopecurus pratensis, Sanguisorba officinalis), Păduri aluvionare cu Alnus glutinosa și Fraxinus excelsior (Alno-Padion, Alnion incanae, Salicion albae).
La baza desemnării sitului se află mai multe specii protejate:
- plante (1): dedițelul (Pulsatilla patens)
- amfibieni (1): buhai de baltă cu burta roșie (Bombina bombina)
- mamifere (2): castor (Castor fiber), vidră de râu (Lutra lutra)
- nevertebrate (3): Anisus vorticulus, fluturele purpuriu (Lycaena dispar), Unio crassus
- pești (6): avat (Aspius aspius), zvârluga (Cobitis taenia), Eudontomyzon mariae, cicar (Lampetra planeri), țipar (Misgurnus fossilis), boarță (Rhodeus amarus)